# Holotrichia picea
Holotrichia picea är en skalbaggsart som beskrevs av Waterhouse 1875. Holotrichia picea ingår i släktet Holotrichia och familjen Melolonthidae. Inga underarter finns listade i Catalogue of Life.